# Suan Pakkad

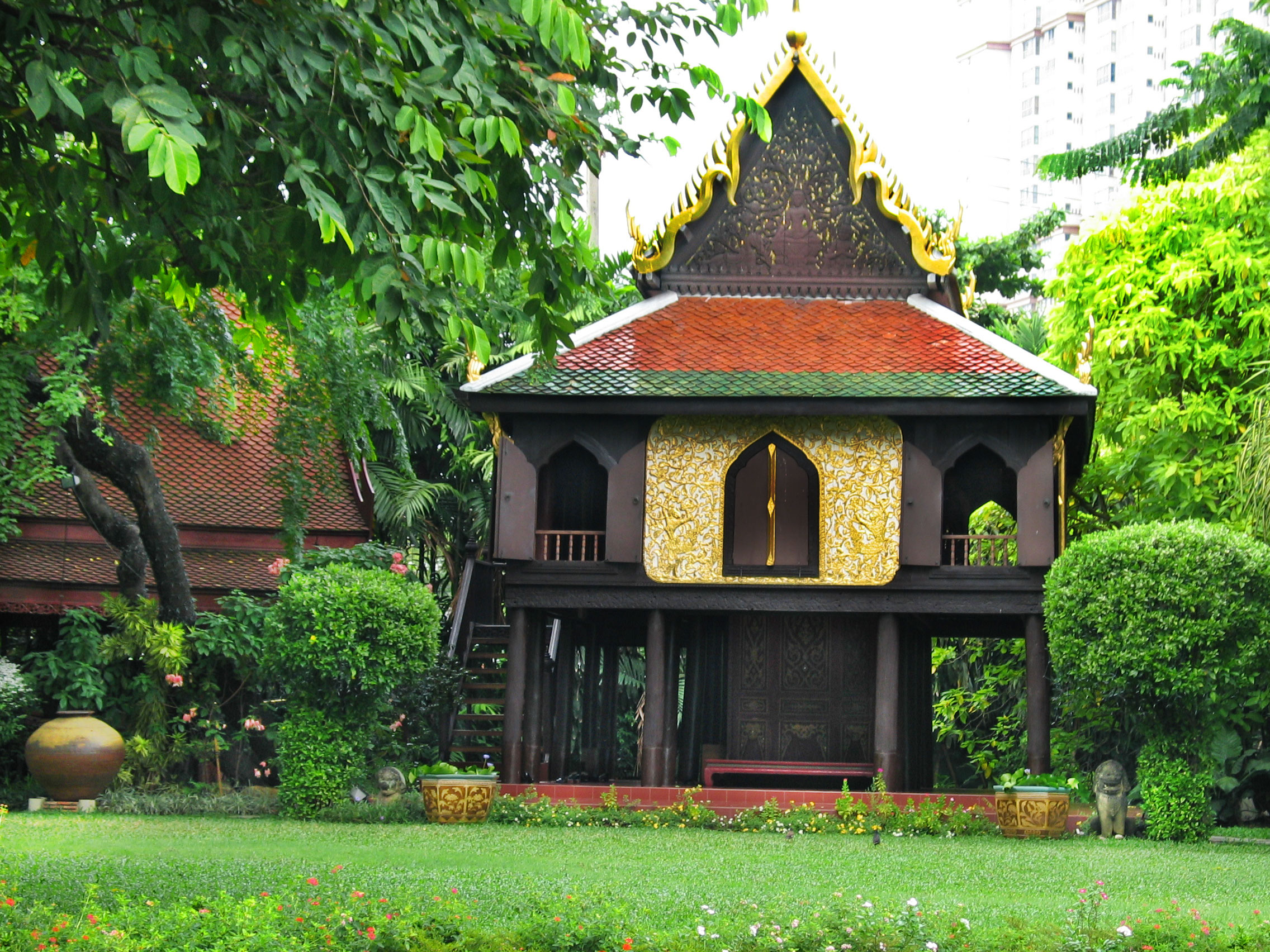
Ngôi đình bằng sơn mài ở Suan Pakkad

Suan Pakkad (tiếng Thái: สวนผักกาด, phiên âm: Xun Ba-cát) là một bảo tàng ở Bangkok, Thái Lan. Nó bao gồm 5 kiến trúc truyền thống của Thái Lan cùng các hiện vật trưng bày bên trong cũng như khu vườn xung quanh. Đây là một điểm thu hút đông du khách hay cư dân tới tham quan, thư giãn nghỉ ngơi. Suan Pakkad mở cửa đón du khách từ chủ nhật đến thứ năm, từ 4h sáng đến 5h chiều) tại 352 đại lộ Sri Auyuthaya (phía Bắc thành phố Bangkok,về hướng đông của giao lộ với đại lộ Phaya Thai)

## Nguồn gốc tên gọi

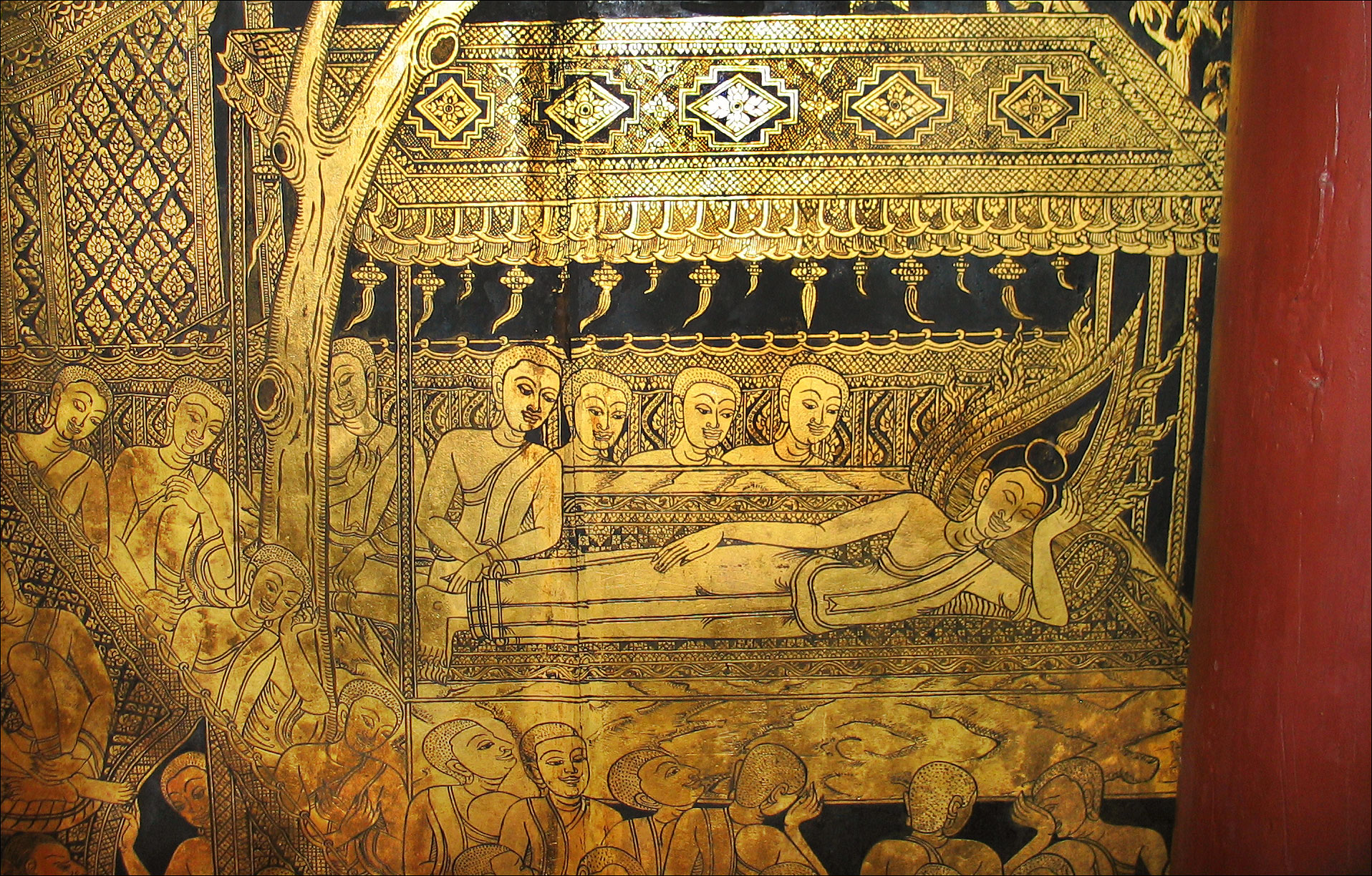
Một bức tranh sơn mài trưng bày bên trong Suan Pakkad